# 小賈斯汀：永不說不
《小賈斯汀：永不說不》（英語：Justin Bieber: Never Say Never）是一部2011年美國3D演唱會電影，由朱浩偉執導、阿維·尤阿比安、傑·卡西迪、吉莉安·莫爾編劇，賈斯汀·比伯主演。

## 主演
- 賈斯汀·比伯
- 亞瑟小子
- 傑登·史密斯
- 肖恩·金斯頓
- 史努比狗狗
- 路達克里斯

## 外部連結
- 官方網站
- 互联网电影数据库（IMDb）上《小賈斯汀：永不說不》的资料（英文）
- AllMovie上《小賈斯汀：永不說不》的资料（英文）
- Box Office Mojo上《小賈斯汀：永不說不》的資料（英文）
- 爛番茄上《Justin Bieber: Never Say Never》的資料（英文）